# Mikrogrønt
Mikrogrønt er en betegnelse for planter, som er høstet til spisning, når kimbladene er fuldt udviklede, og de første blivende blade er ved at vokse frem men endnu ikke færdigudviklede. Mikrogrønt høstes typisk 1-2 uger efter spiring og omfatter kimstængel og blade men ikke kimroden.
Mikrogrønt kendes kommercielt i USA siden 1980'erne og er i dag en industri med mange producenter af både frø og færdigt mikrogrønt. Mikrogrønt egner sig til hjemmedyrkning da det kan dyrkes indendørs på lidt plads for eksempel på en vindueskarm.
Mange slags grøntsager kan dyrkes som mikrogrønt. Eksempler er sennep, rucola, raps, komatsuna, radise, rødkål, pak choi, grønkål, chia, bukkehorn og basilikum.